# Castello di Monteleone (Roncofreddo)
Il castello di Monteleone è un castello nell'omonima frazione del comune italiano di Roncofreddo in provincia di Forlì-Cesena.

## Storia

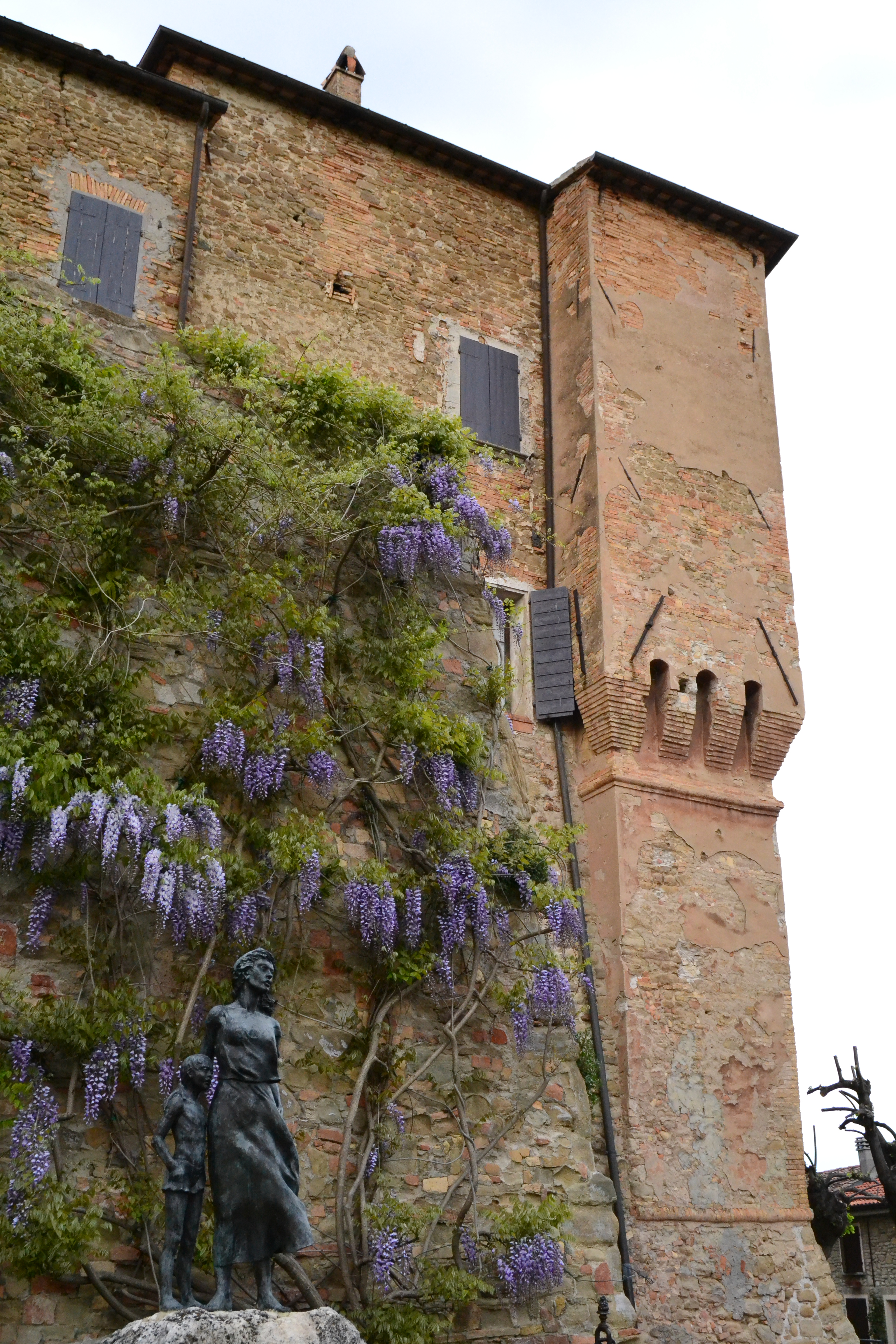
Prospetto laterale del castello

La prima struttura difensiva, probabilmente una torre fortificata, risale al XIII secolo, durante il periodo delle lotte tra guelfi e ghibellini, scontri che si intrecciarono con il conflitto tra le diverse città per il controllo del territorio; fu così che Monteleone, insieme ad altre località come Verucchio, Longiano, Roncofreddo, Savignano, Gatteo e altre, nel 1233 si allearono a Rimini che, per consolidare il proprio controllo sul territorio, era in lotta con la sua stessa diocesi, quella ravennate e il comune di Cesena. Nel 1278 il papato ottenne dall'imperatore il riconoscimento formale dei suoi diritti sulla Romagna e il castello entrò nei domini della Chiesa riminese; seguirono poi diversi cambi di proprietà anche perché la sua posizione lo rendeva strategico nelle lotte interne dei Malatesta che, nel 1295, erano divenuti signori di fatto di Rimini. Il castello fu conquistati da Perrantino Malatesta che lo tenne fino al 1335 circa quando fu preso da Galeotto Malatesta riportando però danneggiamenti; nel 1336 cadde in mano di Francesco II Ordelaffi fino al 1339 quando venne preso da Nolfo di Montefeltro e, nel 1358, fu del Vicariato di S. Arcangelo; questo vicariato era stato ricostituito lo stesso anno dal papa per cercare di frenare l'espansionismo dei Malatesta realizzando un cordone sanitario attorno a Rimini ricostituendo nel 1358 il vicariato di Santarcangelo comprendente diversi castelli di pianura e di collina: i Malatesta nella prima metà del Quattrocento presero il controllo di questo vicariato e di altri e modificarono l'architettura del castello erigendo attorno alla torre esistente trasformata nel mastio, una rocca con torri angolari.
Nel 1433, i due rami dinastici dei Malatesta, quello di Rimini e quello di Cesena, si suddivisero le proprietà, e il castello venne dato in feudo ai conti di Ghiaggiolo, eredi di uno dei rami famigliari; ma solo trent’anni dopo nuovi contrasti con il papa costrinsero i Malatesta a restituire alla Chiesa prima le terre riminesi poi quelle cesenati.Nel 1465 fece parte del feudo degli Isei di Cesena e poi di Giovanni della Rovere e, nel 1499, venne preso da Castracane di Castiglione per conto della Santa Sede. Giuliano della Rovere, futuro Papa Giulio II, se ne impossessò e divenne feudo dei conti Della Rovere che lo tennero per più di due secoli, fino al 1750 circa, quando divenne proprietà dei marchesi Guiccioli; questi nel 1797 vennero privati del feudo quando Napoleone decretò l'abolizione delle istituzioni feudali ma mantennero la proprietà del castello; alla fine del 1700 la famiglia Guiccioli restaurarono il castello trasformandolo in una residenza di campagna eliminando il maschio e la merlatura delle mura. Venne poi infine venduto nel 1960 al conte Giovanni Volpe.

## Architettura
Sorge su una alta collina della valle del Rubicone nella Romagna sud-orientale, su  tra Adriatico e appennino. Intorno al castello sorge un piccolo borgo ancora integro a cui si accede da due porte. La porta del castello dà sulla piazzetta del borgo, con una salita affiancata da una torre angolare.